# Dona Januária (1820)
El Bergantín Dona Januária fue un navío de la Armada del Brasil durante la guerra con la República Argentina.

## Historia
Fue construido en Pará en 1820, el segundo buque de llevar ese nombre en la Marina Brasileña, en honor de la Princesa Imperial, hermana de Pedro II y la condesa de D'Aquila. 
En 1825 fue asignado al mando del Teniente 2° Francisco Borges a la escuadra que bloqueaba el Río de la Plata. Ya declarada la guerra con la República Argentina, el 21 de enero de 1826 asistió junto a la Corbeta Maceió y otros navíos de la flota a la Barca Araçatuba, perseguida por un buque argentino, impidiendo su captura.

Fue posteriormente asignada a la Tercera División de la Escuadra Imperial que combatía en el Río de la Plata. 
A fines de 1826 la Tercera División brasilera recibió órdenes de avanzar sobre el Río Uruguay. Brown salió al encuentro de la escuadra y en la Batalla de Juncal librada los días 8 y 9 de febrero de 1827 logró la mayor victoria naval argentina. 
En la primera jornada del combate, los brasileños quedaron en posición dominante (a barlovento) por lo que Sena Pereira intentó ordenar a sus barcos en línea de ataque, pero las maniobras de sus navíos fueron desastrosas. La Goleta Libertade do Sul encalló mientras que el Dona Januária se salió de formación, desvió su rumbo y quedó al alcance del fuego simultáneo del Bergantín General Balcarce, la Goleta Sarandí y tres cañoneras.
En la segunda jornada Sena Pereira ordenó formar en línea y fondear pero nuevamente la respuesta fue de confusión y desorden y algunas de las cañoneras salieron de formación derivando a sotavento. Gritando con un megáfono trató inútilmente de poner orden pero ante la rápida y ordenada aproximación argentina cambió su decisión ordenando ahora recibir al enemigo con las velas izadas. 
La Dona Januária, la Bertioga y la Oriental avanzaron con rapidez, pero terminaron con ello de romper la formación, dado que el resto de los barcos quedaron atrás y dispersos, muchos fuera de línea. Los tres barcos líderes quedaron así prontamente bajo el fuego del General Balcarce y la vanguardia argentina que llegaba cañoneando. 
El General Balcarce, al mando del Capitán Francisco José Seguí, se lanzó sobre la Januária y con una descarga de banda pronto consiguió destrozar su bauprés y con la siguiente derribó el trinquete y causó tales averías que la embarcación estaba pronta a zozobrar. 
Sena Pereira ordenó a la pequeña goleta Vitoria de Colonia remolcar el bergantín, pero la goleta Uruguay tomó posición impidiéndolo.
El ataque fue tan rápido y devastador que el comandante de la Januária, el Teniente Pedro Antonio Carvalho, ordenó que sus cañones se concentraran en la artillería argentina y que un equipo procurara hundir el barco mientras él, con parte de la tripulación, abandonaba el navío dirigiéndose en los botes a la costa este. 

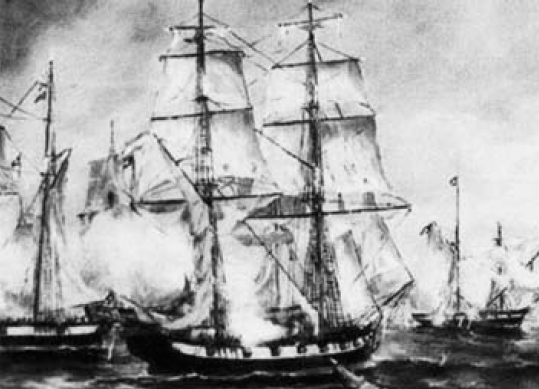
Batalla de Juncal.

Fue incorporada a la Armada Argentina con el nombre de 8 de Febrero.
El 5 de junio de 1826, al mando de Tomás Espora, participó de una salida contra la División Bloqueo de la Escuadra Brasilera. El 15 de enero de 1828, después de acompañar al Juncal de Fournier en el inicio de su misión al norte, en el Combate de Ensenada (1828) se ve obligada a enfrentar a una flotilla superior en número y pierde el mastelero de proa. El 21 de febrero de 1828 Brown con la 9 de febrero de Rosales y la 8 de Febrero de Espora atacó audazmente a la flota brasilera fondeada en Montevideo.
El 29 de mayo de 1828, de regreso de un exitoso crucero de corso por las costas de Río Grande del Sur en el marco de la Campaña sobre la costa de Castillos, al encarar la entrada al Río de la Plata es interceptada por una flota de diez navíos. Forzada a desviarse al sur, encalla en el Tuyú, en los bajos de Arregui, cerca del Cabo San Antonio. En el llamado Combate de los Bajíos de Arregui luchó con la flota enemiga por varias horas, hasta que con el arribo de la noche y teniendo la mitad de sus hombres muertos o heridos, el teniente coronel Espora envía a tierra a los sobrevivientes en un bote y una jangada, al mando de Fisher, mientras él permanece en el buque junto a su segundo al mando el Mayor Antonio Toll acompañando a los pocos heridos que por su gravedad no habían podido ser evacuados.

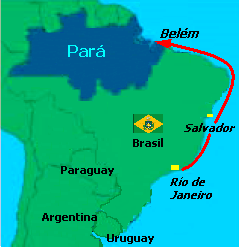
Revuelta de Cabanagem.

Reintegrada a la escuadra imperial y ya finalizada la guerra, en 1830 fue retirada del Río de la Plata y sufrió modificaciones. El 31 de diciembre de 1835 partió de Río de Janeiro con destino a Pará integrando la división enviada al mando de Frederico Mariath conduciendo al Brigadier Soares de Andréia, nombrado Presidente de esa Provincia, envuelta en una sublevación.
El 13 de mayo de 1836 participó del combate de Pedreiras contra los rebeldes y el 23 de agosto fue enviada a la Isla de Marajó para combatir a los cabanos allí refugiados.
El 3 de junio de 1845 fue desarmada en Pará.